# Kavárna Avion
Kavárna Avion v Českém Těšíně stála v letech 1933–1939. Na jejím původním místě v roce 2010 podle projektu Noiva byla postavená Kavárna a čítárna Avion.

## Historie
V roce 1932 židovská majitelka hotelu National Rosalie Wiesnerová (1885–1942) nechala postavit novou cukrárnu a kavárnu na rohu Saské kupy (Hlavní třída a Masarykovy sady). Projekt vypracoval slovenský architekt Michal Maximilián Scheer (1902–2000), stavební práce provedla firma Nekvasil. Objekt byl dokončen a provozován v létě roku 1933. Od roku 1935 provozoval kavárnu Avion nájemce E. Streck. Dne 1. září 1939 při ústupu polských vojsk byl most přes řeku vyhozen do povětří a vlivem detonační vlny byla kavárna zničena. Němci pak nechali zbytek rozebrat - majetek Židů. V roce 1952 vyhořel hotel National a i on byl částečně rozebrán a zbytek přestavěn na obytný dům. Pozemek, na němž stála kavárna, byl předán československému státu.
V rámci česko-polského projektu Revitalpark 2010 byla provedena stavba nové budovy Čítárny a kavárny Avion/Noiva. Návrh zpracovali architekti ing. arch. Czesław Mendrek (stavba) a ing. Andrea Šacherová (interiér) ateliéru BMCH.
Vzhledem k tomu, že byla zaregistrována ochranná známka na název Kavárna Avion, nový objekt nese název Noiva (čtením jako v jazyce jidiš zprava doleva máme původní název). Po usnesení městské rady byla budova předána do správy Městské knihovny Český Těšín pod názvem Literární kavárna a čítárna Avion. Obsluhu zajišťují studenti Střední školy hotelové, obchodní a polygrafické v Českém Těšíně. Kavárna byla otevřena 17. června 2010.
Náklady na stavbu dosáhly cca 20 milionů korun. Na základě udání bylo čerpání peněz z operačního programu prošetřováno Nejvyšším kontrolním úřadem. Při obnově byly dva miliony korun využity k vybavení soukromého objektu, který přiléhá ke kavárně. Finanční úřad nařídil městu vrátit 1,9 milionu a přibližně ve stejné výši i penále. 

## Stolperstein

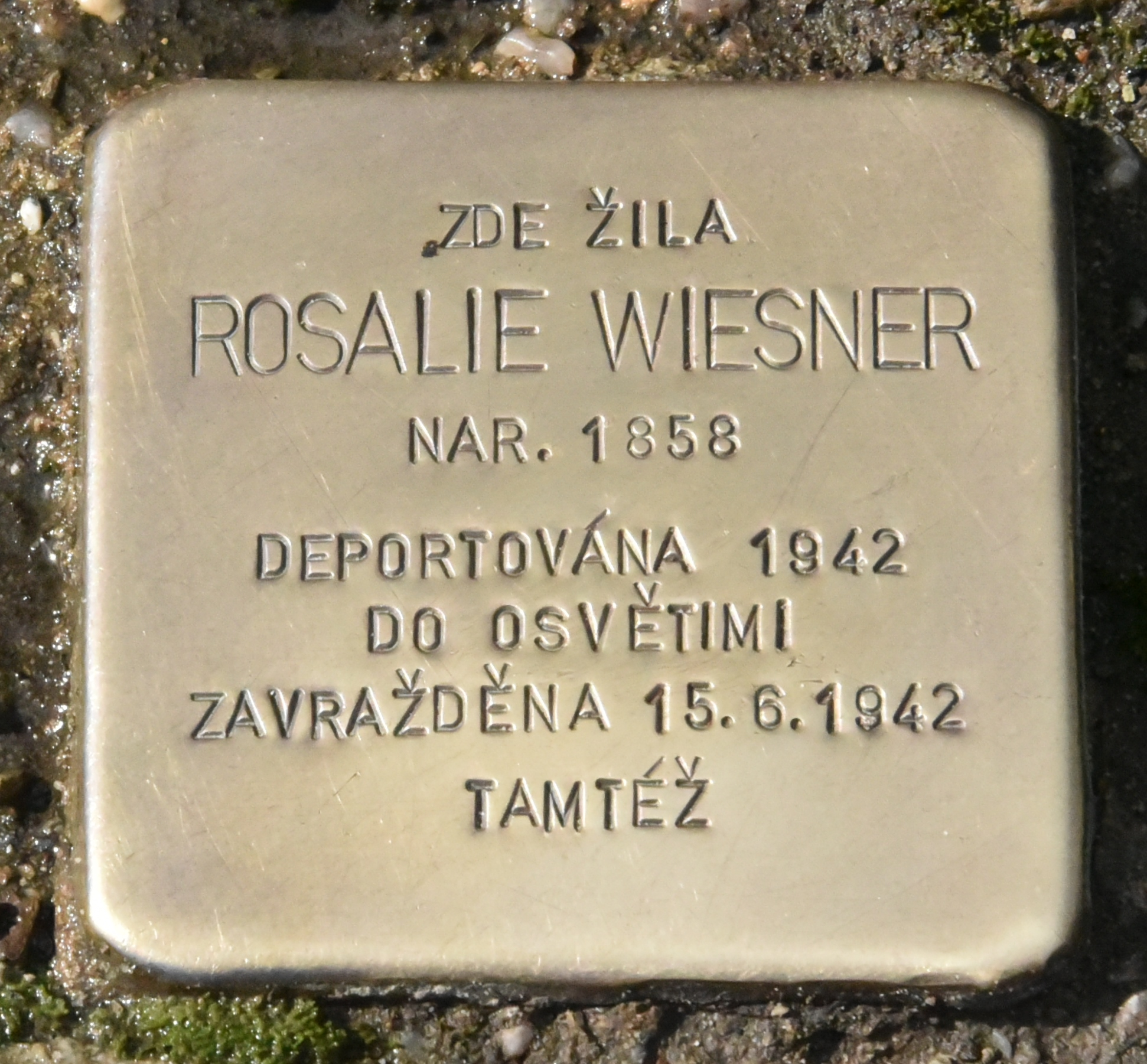

Před kavárnou byl do dlažby vsazen stolperstein (kámen zmizelých). Malá betonová kostka s mosaznou destičkou, na které je vyryto jméno Rosalie Wiesnerové a její osud. Autorem je německý umělec Gunter Demnig.

## Architektura

### Kavárna Avion
Třípatrový funkcionalistický objekt měl podobu písmene L. Hlavní částí bylo přízemí. Jeho jedno křídlo přiléhalo k původní budově secesního hotelu National, rozměry křídla byly 14,40 m x 5,95 m. Druhé křídlo se zaokrouhleným průčelím mělo rozměry 9,50 m x 9,80 m. Zaokrouhlené průčelí směřovalo k mostu přes řeku Olši (most Družby). V suterénu byla kuchyně, toalety a sklady. Na střeše kavárny byla otevřená vyhlídková terasa s malým zastřešeným bufetem.
V přízemní části propojené dveřmi s hotelem byla kavárna (13,80 x 3 m) s tanečním parketem (5 x 3,10 m). V zaoblené části před kavárnou byla cukrárna, ve které byly stolky situovány u velkých oken, aby bylo možné sledovat dění u řeky a na mostě.

### Čítárna a kavárna Avion
Funkcionalistický dvoupatrový objekt. Půdorys kavárny je obdobný původní kavárně Avion. Naproti vstupu na čelní zdi je výrazná malba Jaroslavy Sojnekové. Po stranách u velkých oken jsou boxy s pohovkami. V prostoru stolky a židle firmy TON. Vlevo od nástěnné malby je barový pult, zázemí pro obsluhu, toalety a schodiště na otevřenou terasu s krytou prosklenou místností se čtyřmi stoly a ohýbanými židlemi. Místnost slouží jako galerie.

## Galerie

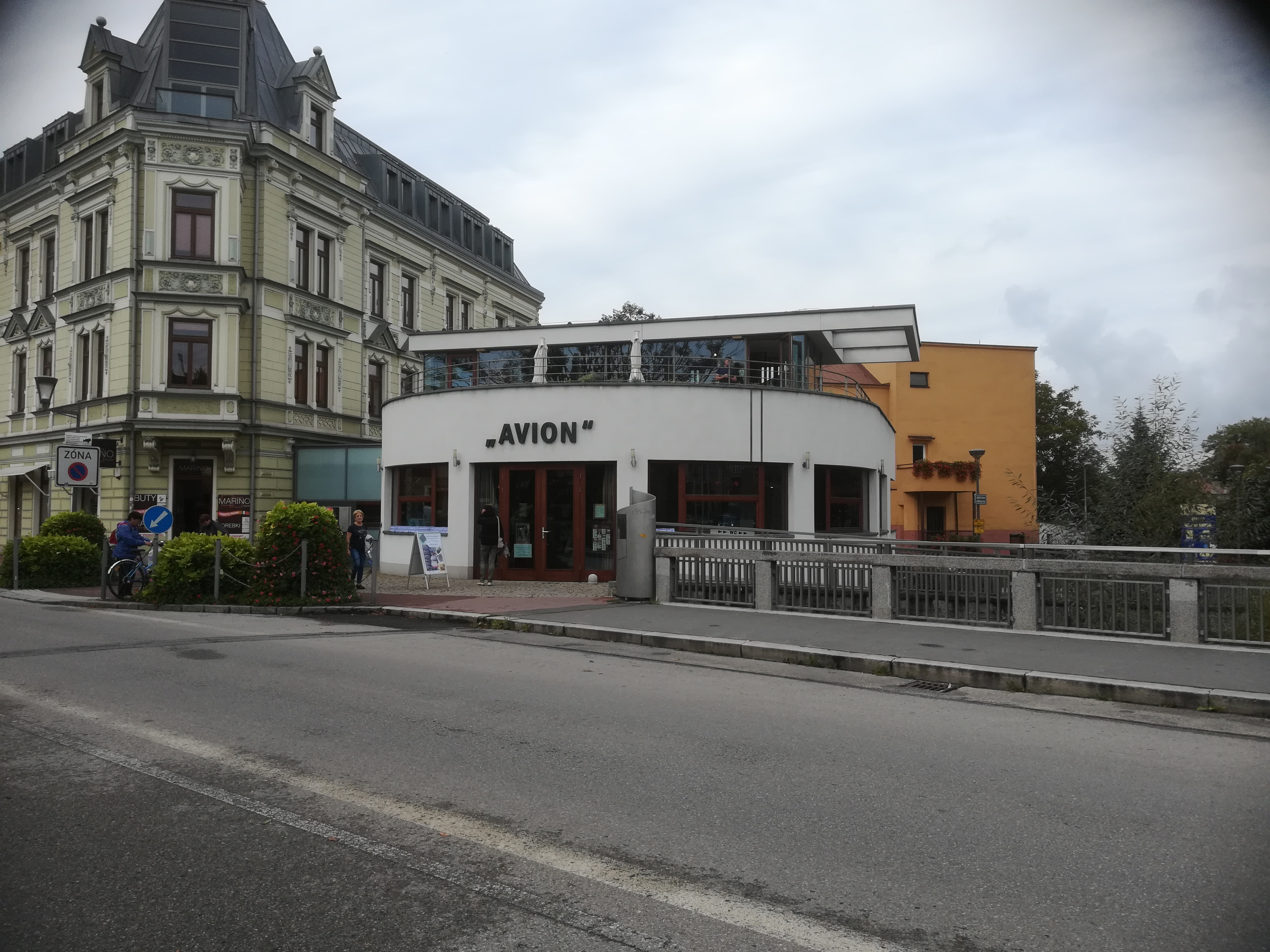
Literární kavárna a čítárna Noiva/Avion
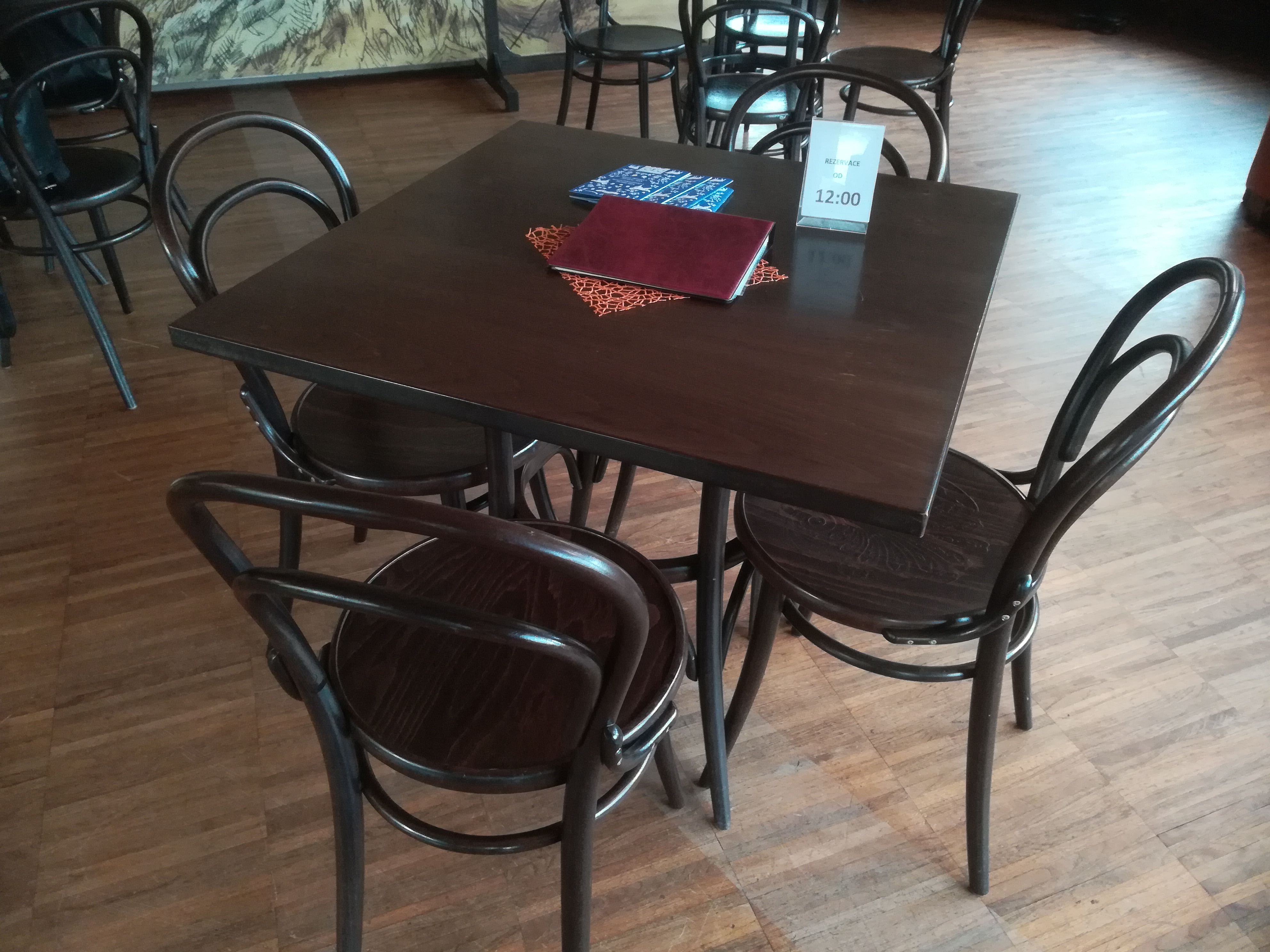
Interiér, stolky firmy TON
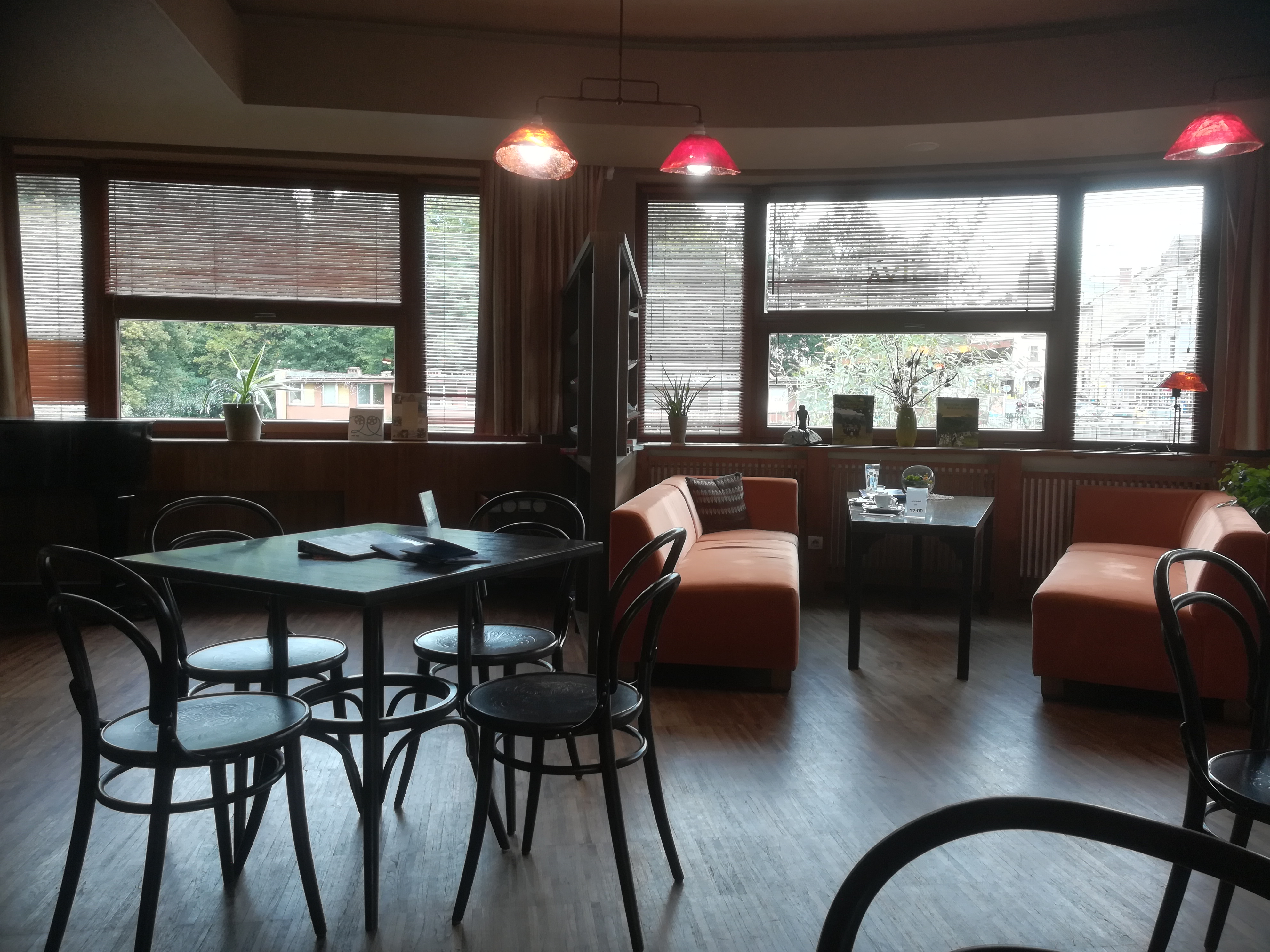
interiér, boxy
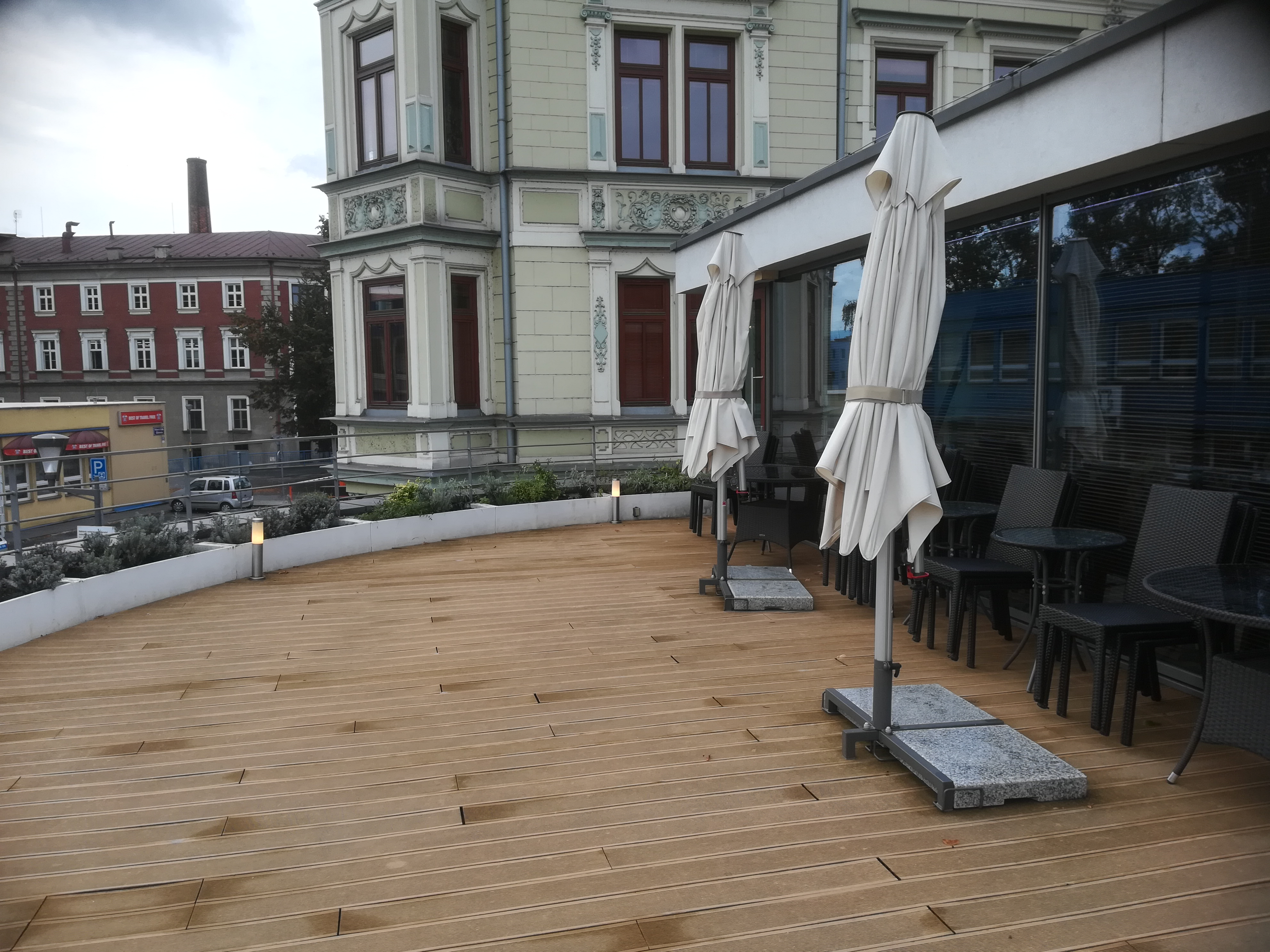
Terasa
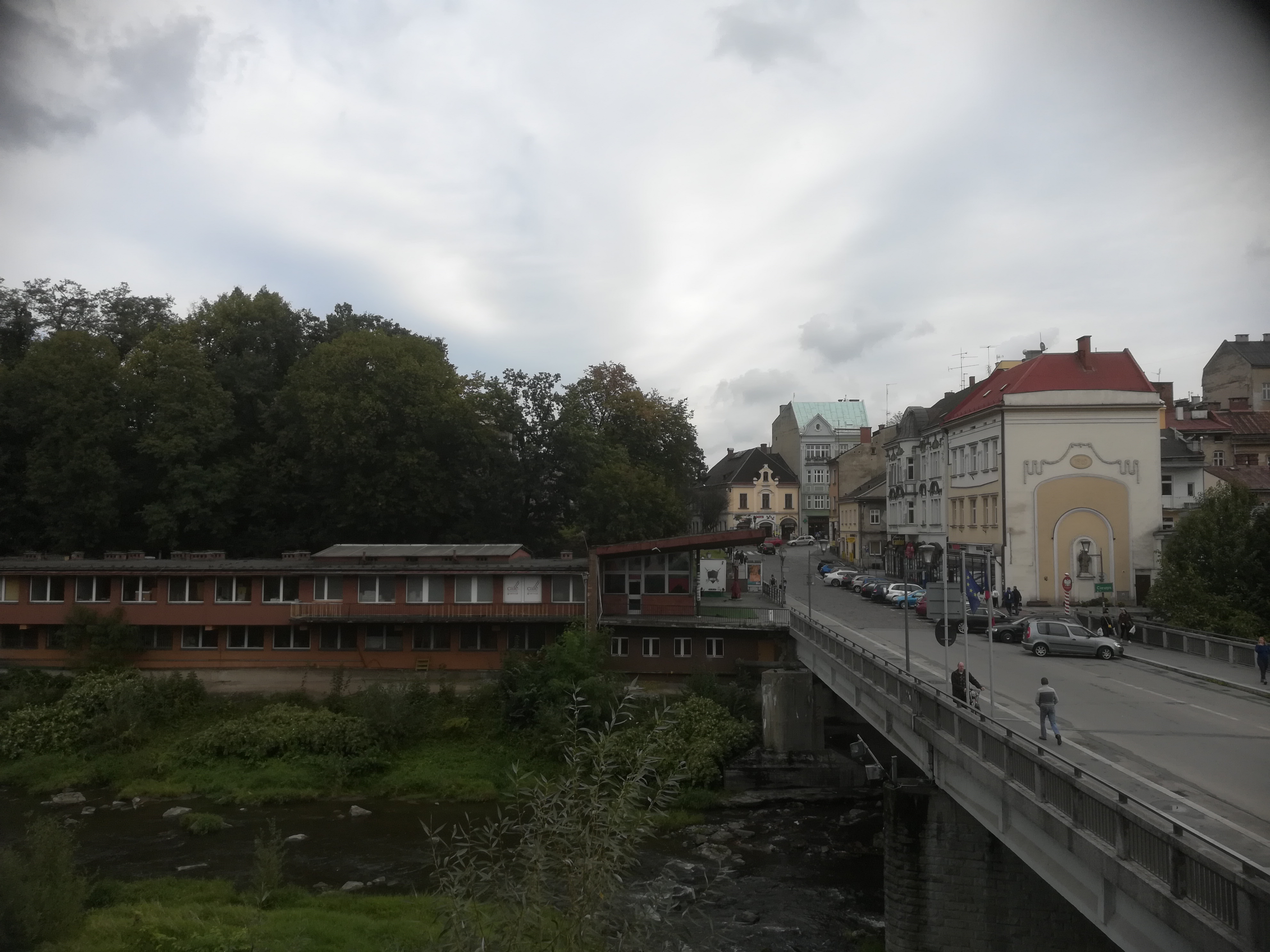
Pohled na řeku a most z terasy kavárny